# Andrena bicolorata
Andrena bicolorata là một loài Hymenoptera trong họ Andrenidae. Loài này được Rossi mô tả khoa học năm 1790.